# Stollenschrank

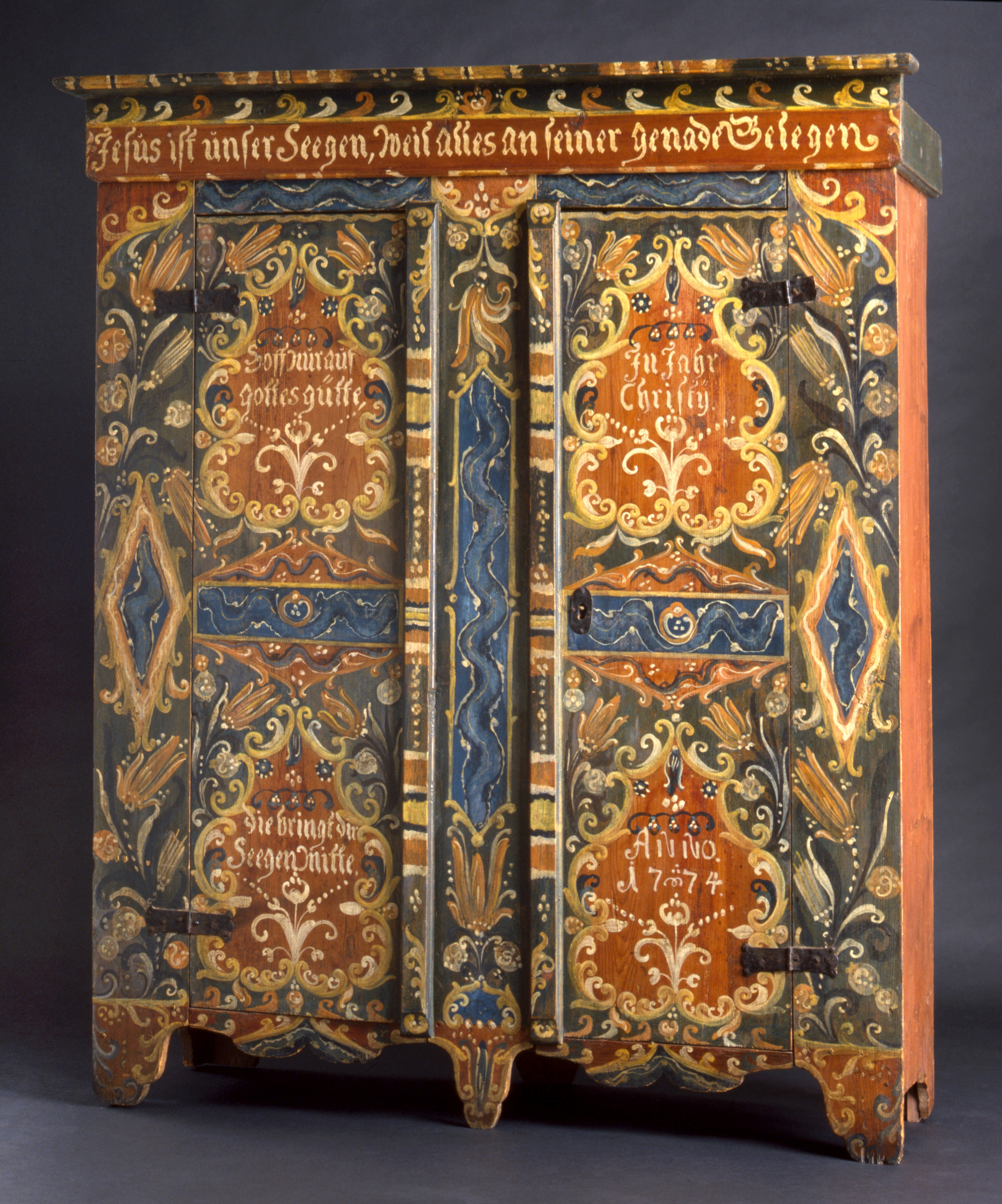
Stollenschrank mit der Inschrift „Hoff nur auf Gottes Güte. Die bringt dir Segen mitte. In Jahr Christy Anno 1774“, Fichte, bemalt, 180 × 151 × 56 cm, 1774, Gebrauchsort: Großhennersdorf, Museum Europäischer Kulturen in Berlin, Inventarnummer: I; 6 G; 11-1955,21.

Ein Stollenschrank ist ein meist aus Eichenholz gefertigter Schrank mit zu hohen Füßen („Stollen“) verlängerten Eckpfosten, die mit einem Querbrett verbunden sind, und hatte gewöhnlich nur eine Tür. Eines der ältesten erhaltenen Beispiele ist der Schrank aus der Liebfrauenkirche in Halberstadt aus dem 2. Viertel des 13. Jahrhunderts. Der Stollenschrank war während der Gotik und der Renaissance in Frankreich, Nord- und Westdeutschland, in den Niederlanden sowie in Flandern anzutreffen. Der Stollenschrank gilt als Vorläufer der Anrichte.

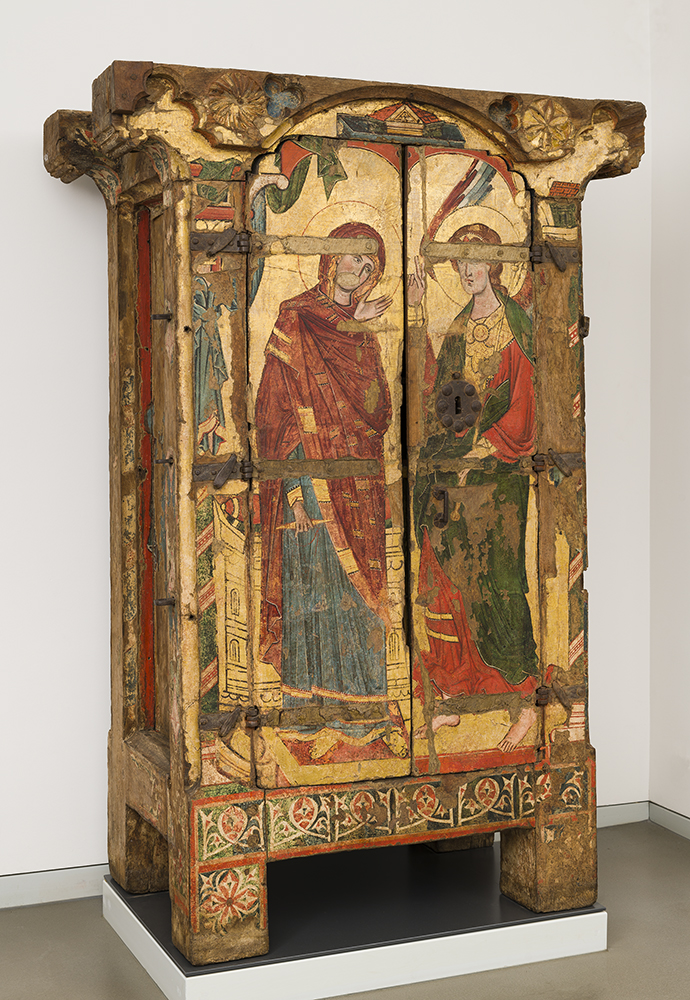
Schrank aus der Liebfrauenkirche Halberstadt, 2. Viertel 13. Jahrhundert, Domschatz Halberstadt. In Stollenbauweise.

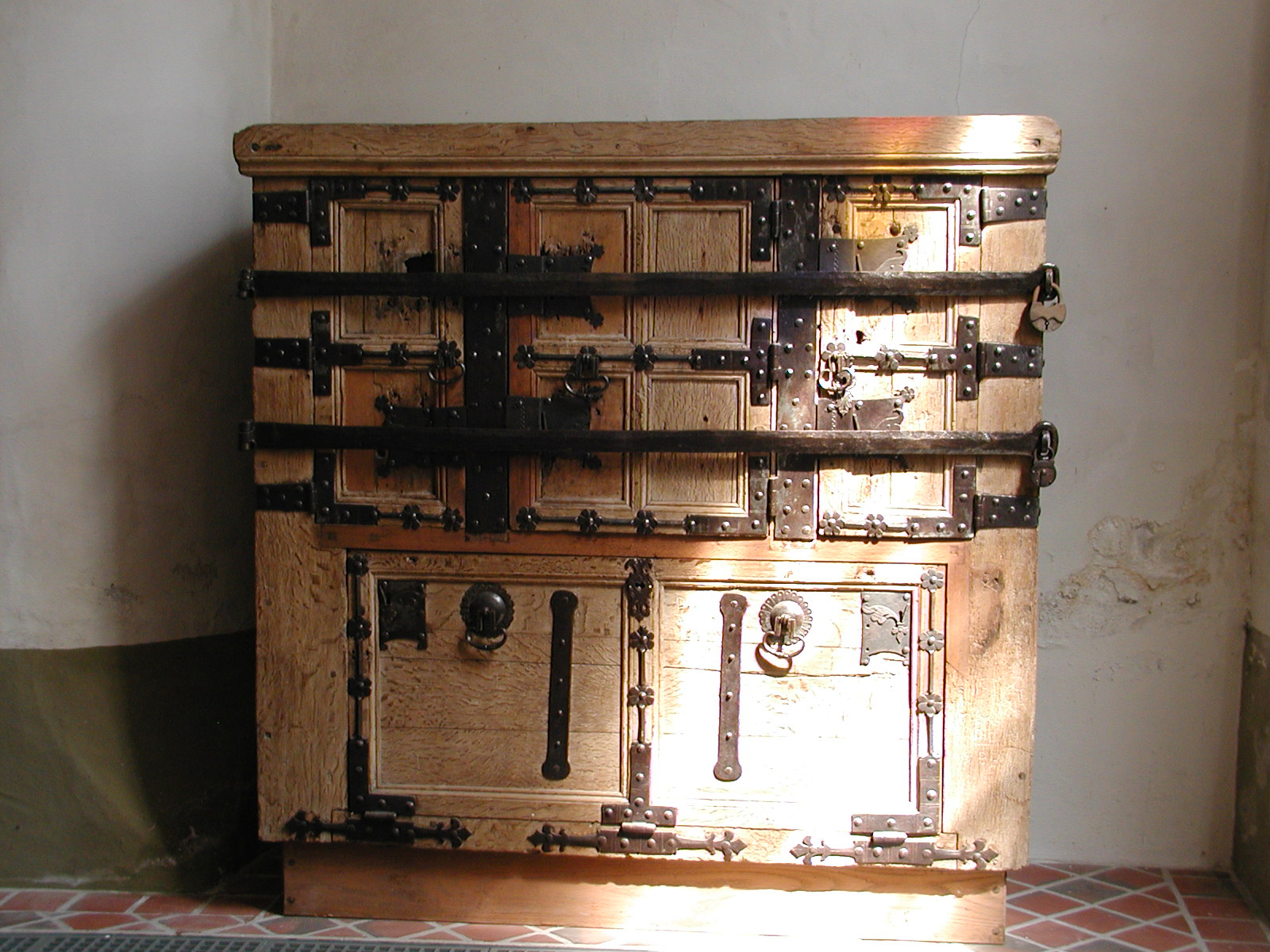
Stollenschrank, 13. Jahrhundert, Severikirche in Otterndorf.
Stollenschrank, Ende des 16. Jahrhunderts, Hallwyl Museum.
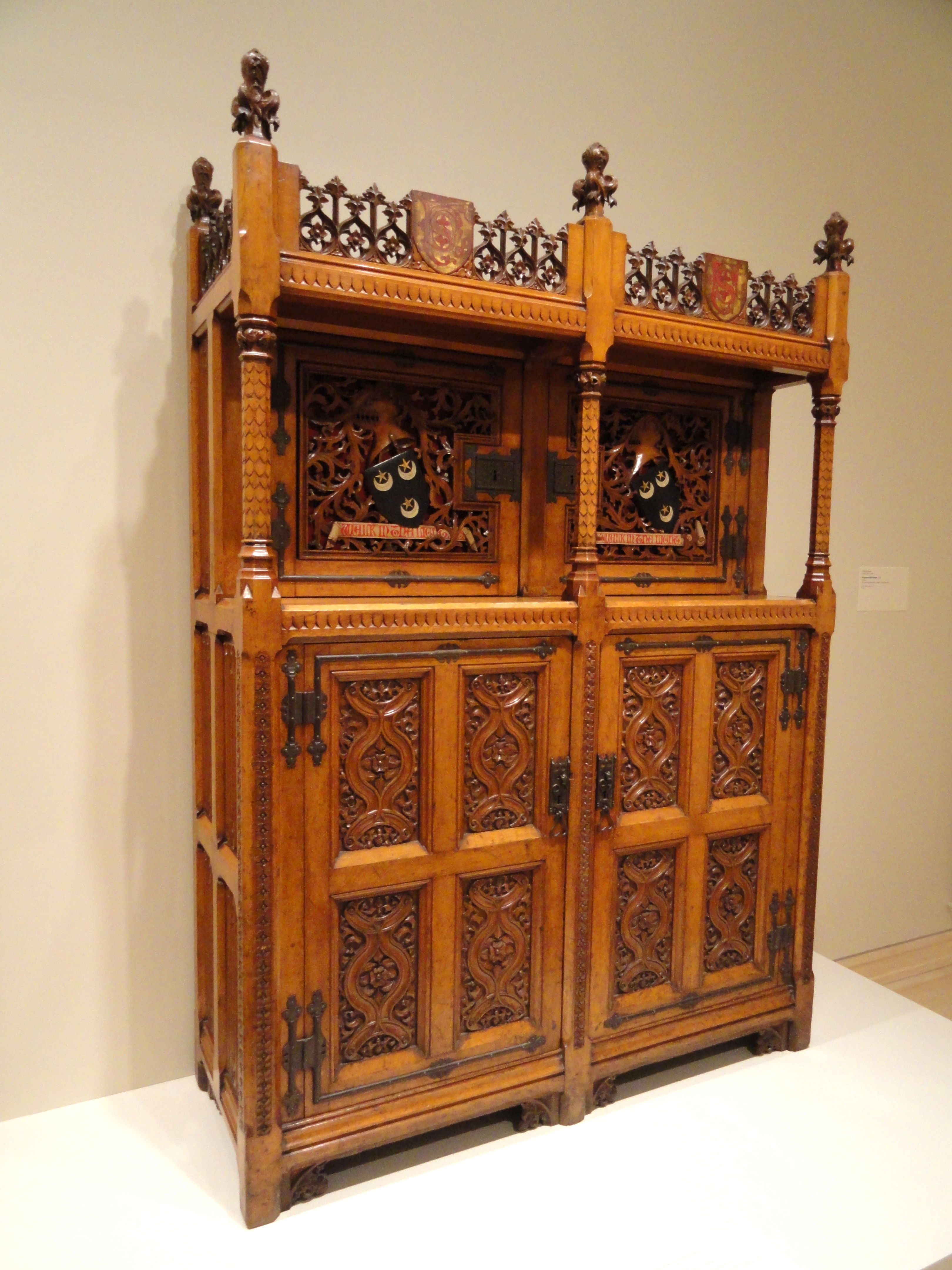
A. Welby Northmore Pugin, Neogotischer Kabinett-Schrank, Stollenschrank mit vertikaler Ausrichtung, um 1867, Indianapolis Museum of Art.